# Legión de Super-Villanos
La Legión de Super-Villanos es un equipo de supervillanos que aparecen en los cómics publicados por DC Comics, principalmente como enemigos de la Legión de Super-Héroes. Aparecieron por primera vez en Superman #147 (agosto de 1961).
El equipo se originó en un momento en que el editor de Superman, Mort Weisinger, estaba agregando conscientemente nuevos elementos a los "mitos de Superman" durante un período de años, creando un elenco extendido de personajes secundarios que podrían brindar nuevas oportunidades para la historia. La creación de la Legión de Super-Héroes era parte de ese plan, y en la cuarta aparición de la Legión ("The Army of Living Kryptonite Men" en Superboy # 86, enero de 1961), hay una sugerencia de que Lex Luthor algún día lideraría un grupo de supervillanos. Siete meses después, en la historia de Superman #147 "La Legión de Super-Villanos", esa predicción se hizo realidad.

## Historia ficticia del equipo
Pre-Crisis, la Legión aparece por primera vez cuando Lex Luthor crea una radio para comunicarse con el futuro, con la esperanza de enviar un mensaje a una Legión de Super-Villanos, sintiendo que debe haber una contraparte malvada de la Legión de Super-Héroes. Es sacado de la cárcel por un arma, un cinturón volador y un casco de campo de fuerza que se envían a su celda. Luego conoce al trío de villanos, Cosmic King, Lightning Lord y Saturn Queen, quienes le cuentan sus orígenes. Le causan problemas a Superman y, finalmente, una ilusión lanzada por Saturn Queen logra atraerlo a un planetoide, donde un campo de kryptonita lo retiene. Le cuentan los orígenes del LSV y lo sentencian a muerte en una parodia de la forma en que la Legión de Super-Héroes lo votó, pero la Legión de Super-Héroes adulta aparece y lucha contra sus enemigos. Luthor amenaza con matar a Superman, pero Saturn Woman se ofrece en su lugar. Superman pide un homenaje a ella y es liberado tras prometer no rescatarla. El utiliza parte de los anillos de Saturno para crear un anillo alrededor del planetoide, lo que hace que Saturn Queen hipnotice a los villanos antes de que puedan matar a Saturn Woman, ya que se revela que los anillos de Saturno de alguna manera hacen que los habitantes se mantengan bien. Saturn Queen recibe un fragmento para asegurarse de que se mantenga bien, y los otros villanos son encarcelados. Sin embargo, lucharían contra Superman en otros puntos, como ¿Qué pasó con el hombre del mañana?, donde ayudan a Brainiac a atacar a Superman en su Fortaleza de la Soledad. También matan a Lana Lang, antes de huir de regreso al futuro cuando Superman ataca brutalmente a Lightning Lord.
Pre-Crisis,  la Legión de Super-Villanos fue fundada por Tarik el Mudo, quien había sufrido daños irreparables en sus cuerdas vocales durante una batalla con la Policía Científica y posteriormente desarrolló un odio patológico por la ley y el orden. Fundó una escuela para supervillanos, que sirvió como sede y campo de reclutamiento para la primera encarnación de la Legión, y chantajeó a Colossal Boy para que se uniera como maestro.
Varias otras encarnaciones del grupo se formaron a lo largo de los años, lideradas primero por Sun Emperor y luego por Nemesis Kid. En la última encarnación, conquistaron el planeta de baja tecnología de Orando, el mundo natal de la Princesa Projectra, y lo deslizaron a otra dimensión como base de operaciones. Cada villano juró matar a un legionario, pero solo Nemesis Kid tuvo éxito, hiriendo fatalmente a Karate Kid.
En la continuidad Post-Crisis, algunos de los miembros de la Legión de Super-Villanos intentaron rehacer el universo alterando los orígenes de Superman y Batman y adoptándolos como sus propios "hijos", transformándolos finalmente en los dictadores de la Tierra. y eliminar a otros miembros de la JLA para evitar que interfieran. Sin embargo, Superman y Batman lograron superar su lavado de cerebro debido a que el Darkseid de otra realidad les contó lo que había sucedido; restauraron la corriente temporal a su curso correcto y llevaron a los villanos al siglo 31 para encarcelarlos, pero mantuvieron los recuerdos de sus vidas con los villanos.

### Cinco años después
Durante el cuarto volumen de Legion of Super-Heroes, la Legión de Super-Villanos se disolvió y algunos de sus miembros se reformaron. Echo se unió a la Legión durante la brecha de cinco años, pero renunció después de los eventos de Black Dawn. Lightning Lord se reformó y se fue a trabajar en la plantación de su familia en Winath. Ron-Karr se unió a la Legión de Héroes Sustitutos y Spider Girl se unió a la Legión, alimentando algunos sentimientos por Jo Nah y cambiando su identidad a "Wave" cuando la Legión se dio a la fuga. Saturn Queen se casó con Matter-Eater Lad y se reformó después de recuperar la piedra hipnótica de su familia del Príncipe Evillo, finalmente convirtiéndose en reina de Titán. Radiation Roy, sin embargo, fue secuestrado por el Earthgov controlado por Dominador y casi borrado mentalmente como soldado del Dominio. Todos estos eventos fueron eliminados por Zero Hour.

### The Lightning Saga
Las manifestaciones de la LSV basadas en las pesadillas de Dream Girl aparecieron al final de Justice Society of America vol. 3 #4 (2007), donde matan a los guardias de Arkham Asylum.

### Superman y la Legión de Super-Héroes
En Action Comics # 859 (2008), se muestra que Spider Girl y Radiation Roy son miembros de la xenófoba Justice League of Earth, junto con otros candidatos rechazados de la Legión de Super-Héroes Earth Man (anteriormente Absorbency Boy), Eyeful Ethel, Tusker, Golden Boy y Storm Boy. Spider Girl ahora está en una relación con Earth-Man, el líder de la Liga, y cambió a Legionnaire Bruja Blanca a Mordru, a cambio de que se quedara fuera del planeta. Roy ahora tiene que usar un traje de contención, ya que sus poderes radiactivos le han hecho desarrollar tumores en todo el cuerpo, específicamente uno que domina el lado derecho de su cara. Derrotado por Superman y los legionarios, los miembros de la Liga de la Justicia son enviados al planeta prisión Takron-Galtos.

### Crisis Final: Legión de los Tres Mundos
La Legión de Super-Villanos aparece en la miniserie Final Crisis: Legión de 3 Mundos que se extiende desde agosto de 2008 hasta septiembre de 2009. Esta encarnación de la Legión incluye a Lightning Lord, Saturn Queen, Cosmic King, Sun Emperor, Beauty Blaze, Ol-Vir, Tyr, Zymyr, Hunter y Chameleon Chief, así como otros villanos de la Legión de Super-Héroes Black Mace, Universo, Dr. Regulus, Grimbor the Chainsman, Mordru, Esper Lass, Magno Lad, Micro Lad, Echo, Terrus, la Liga de Super-Asesinos (Silver Slasher, Lazon, Neutrax, Mist Master y Titania), los Cinco Fatales (Tharok, Emperatriz Esmeralda, Persuader, Mano y Validus), la Liga de la Justicia de Tierra (Radiation Roy, Tusker, Spider-Girl, Golden Boy, Storm Boy y Earth-Man). Además, el grupo está liderado por Superboy Prime. Los villanos son sacados de Takron-Galtos por Superboy-Prime y le revelan que fue él quien los inspiró a unirse.
Posteriormente, cada miembro recibe copias de los anillos de vuelo de la Legión de Super-Héroes con el símbolo "S" de Prime. La Legión de Super-Villanos aparece más tarde en Sorcerer's World cuando Mordru intenta detener a Dawnstar, Wildfire, Blok y el Green Lantern/legionario Rond Vidar de rescatar a la Bruja Blanca. La Bruja Blanca logra crear un portal estelar, pero Rond los obliga a pasar y se queda solo para luchar contra la Legión. Después de que Vidar ha luchado contra varios miembros de la Legión, Saturn Queen se mete en su cabeza y comienza a obstaculizar su fuerza de voluntad. Cuando Prime agarra a Rond por el cuello, Saturn Queen le dice que espere, ya que Rond es hijo de Universo. Universo no muestra interés por Rond y solo quiere su anillo de poder. Rond se burla de él, diciéndole que nunca podrá ser suyo, y le escupe en la cara antes de que Prime le rompa el cuello. Universo intenta quitarle el anillo, pero se va volando a Oa. Luego se le ofrece a Mordru la membresía en la Legión, diciéndole que solo puede ser temporal, que es el mismo caso para los Cinco Fatales y la Liga de la Justicia de Tierra. Earth Man lo resume diciendo que, por mucho que los diversos villanos se disgusten entre sí, todos quieren que la Legión de Super-Héroes muera. Se dirigen a la Tierra y lanzan un ataque contra los legionarios. Finalmente, la marea se vuelve contra ellos cuando la Bruja Blanca usa el hechizo de Mordru "¡Aufero magus infusco!" tres veces para absorber a Mordru y su magia.

### Post-Legión de los Tres Mundos
En Adventure Comics vol. 2 # 3 (2009), se reveló que la Legión de Super-Villanos ha enviado un escuadrón de espionaje al siglo XXI.
También se ha revelado que Saturn Queen ha estado reformando el grupo para traer de vuelta la anarquía al universo, comenzando con la destrucción de los mundos que albergan a los seres inmortales que representan la voluntad (Oa), la fe (la Roca de la Eternidad), y sabiduría (Utopía, el mundo de los sabios, mundo natal del personaje secundario Harmonia Li).

## Lista
Los miembros de la Legión incluyeron:
- Akka -  Experto artista marcial del planeta Sklar, asesinado por Saturn Queen en el número 14.
- Beauty Blaze - Posee habilidades basadas en el calor y el fuego.
- Chameleon Chief (Jall Tannuz) - Poderes similares, pero no exactamente como, Chameleon Boy.
- Cosmic King (Laevar Bolto de Venus) - Poderes de transmutación similares a Element Lad.
- Echo (Myke-4 Astor de Calish Aetia) - Habilidades basadas en sonido y sónico.
- Esper Lass (Meta Ulnoor de Titan) - Poderes telepáticos similares a Saturn Girl.
- Hunter (Adam Orion de Simballi) - Hijo del Hunter original, busca vengarse de la Legión por la muerte de su padre.
- Immortus - Un cerebro vivo implantado en un poderoso cuerpo androide.
- Lightning Lord (Mekt Ranzz de Winath) - Un winathiano con poderes de relámpago que es el hermano de Lightning Lad y Light Lass.
- Magno Lad (Kort Grezz de Braal) - Habilidades magnéticas similares a Cosmic Boy.
- Micro Lad (Lalo Muldron de Imsk) - Puede reducir su tamaño como Shrinking Violet. Asesinado por Akka.
- Nemesis Kid (Hart Druiter de Myar) - Puede adaptar el poder para derrotar a cualquier enemigo. Asesinado por Projectra.
- Ol-Vir - Un Daxamita que tiene poderes similares a los de Mon-El, pero carece de la inmunidad del primero al plomo.
- Questor (Xart Prax de Colu) - Un supergenio tecnológicamente amplificado.
- Radiation Roy (Roy Travich de la Tierra) - Emite radiación.
- Ron-Karr - Un neptuniano que puede volverse plano.
- Saturn Queen (Eve Aries de Titan) - Una telépata que viaja en el tiempo desde el futuro.
- Spider-Girl (Sussa Paka de la Tierra) - Tiene un cabello prensil súper fuerte.
- Sun Emperor (Nigal Douglous de la Tierra) - Tiene poderes solares similares a Sun Boy.
- Sun Killer (Kodama de la Tierra) - Posee los poderes de una estrella.
- Terrus - Habilidades basadas en tierra. Cuerpo formado por un enjambre de insectos.[21]
- Tyr - Un guerrero del planeta Tyrraz con un arma biónica en lugar de su brazo derecho.
- Zymyr - Un nativo del planeta Gil'Dishpan que puede crear deformaciones. Asesinado por Superboy-Prime.

Los villanos restantes son miembros de la Liga de Super-Asesinos:
- Lazon -  El puede convertirse en luz.
- Mist Master - El puede convertirse en cualquier vapor o gas.
- Neutrax - además de neutralizar los poderes de cualquiera por un corto tiempo, el viaja en una silla voladora similar a la que usa Metron.
- Silver Slasher - Ella tiene un cuerpo mejorado con metal y uñas afiladas.
- Titania - Una mujer súper fuerte que es prima de Silver Slasher.

Los siguientes se unieron al grupo durante la historia de Final Crisis:
- Black Mace (Mick Yardreigh de la Tierra) - Un mercenario súper fuerte y altamente entrenado.
- Doctor Regulus (Zaxton Regulus de la Tierra) - Un científico loco.
- Los Cinco Fatales - Un grupo formado por cinco de los mayores criminales del universo.
  - Emperatriz Esmeralda - Una villana que controlaba el Ojo Esmeralda de Ekron.
  - Mano - Un villano cuya mano derecha tiene un toque de antimateria.
  - Persuader - Un villano que maneja un hacha atómica que puede atravesar cualquier cosa.
  - Tharok - Un villano que se convirtió en cyborg después de perder el lado izquierdo de su cuerpo en un accidente.
  - Validus - Un monstruo alienígena con superfuerza, durabilidad mejorada, proyección de energía e inmunidad a la telepatía.
- Grimbor el Chainsman - un maestro artesano y experto en trampas.
- La Liga de la Justicia de Tierra - Un grupo de la Legión de Super-Héroes rechazados que intentó salvar la Tierra convirtiéndola en una sociedad xenófoba.
  - Earth-Man - Puede absorber y duplicar las habilidades de metahumanos y extraterrestres por igual.
  - Golden Boy (Klint Stewirt de la Tierra) - Puede cambiar la estructura de cualquier elemento en oro con solo tocarlo.
  - Storm Boy (Myke Chypurz de la Tierra) - Puede controlar el clima.
  - Tusker (Horace Lafeaugh de la Tierra) - Tiene colmillos de marfil que pueden crecer a ciertos tamaños, así como una mayor durabilidad, un factor de curación y una mayor fuerza, agilidad y reflejos.
- Mordru - Un mago poderoso.
- Superboy Prime -  Una versión de Superboy de Tierra-Prime.
- Universo - Un exmiembro de Green Lantern Corps con habilidades hipnóticas.

## En otros medios
La Legión de Super-Villanos aparece en Legion of Super Heroes, compuesta por Lightning Lord (con la voz de James Arnold Taylor), Hunter (con la voz de Khary Payton), Esper (con la voz de Tara Strong), Tyr (con la voz de Khary Payton), Wave, y Ron-Karr (con la voz de Shawn Harrison y representado con habilidades para cambiar de forma). Esta versión del grupo está dirigida principalmente por Lightning Lord y luego por Tyr. Llamándose a sí mismos "Light Speed Vanguard", pretenden ser superhéroes e intentan superar a la Legión de Super-Héroes, pero pronto se revela que son extorsionadores y asesinos motivados financieramente. El equipo, menos Lightning Lord, regresa al comienzo de la temporada 2, después de haber sido liberado de la prisión por Imperiex y ayudar a los Cinco Fatales. En el episodio "Chained Lightning", Lightning Lord ayuda a Imperiex a aprovechar el poder de una tormenta eléctrica en el espacio, pero pronto se entera de que la tormenta es en realidad su hermana Ayla Ranzz, que fue transformada por el mismo incidente de los Lightning Beast que les dio poderes a él y a Garth. Luego se redime ayudando a Garth a restaurarla antes de entregarse voluntariamente a la Policía Científica. En el episodio "Who Am I?", Ron-Karr también se reforma, se da cuenta de que Imperiex nunca lo respetó y ayuda a la Legión a evitar que un misil destruya el planeta Durla.